# Dinastia (série de televisão)
Dinastia (em inglês:  Dynasty) é uma série de televisão americana, produzida pela emissora ABC, sendo transmitida de 1981 a 1989. Dinastia foi criada por Richard e Esther Saphiro e produzida por Aaron Spelling (mesmo produtor de Charlie's Angels, Charmed e 90210). Contava a saga da família milionária Carrington, poderosos produtores de petróleo do estado de Denver, no Colorado. A série era estrelada por John Forsythe, Linda Evans e Joan Collins, respectivamente interpretando Blake Carrington, sua esposa Krystle Carrington, e sua ex-esposa Alexis Colby.
A série foi criada nos moldes de Dallas, tendo inclusive algumas características semelhantes, como as duas se tratarem de séries cujo foco são famílias petroleiras. Dinastia é considerada como a série rival de Dallas.

## Trama
A série se passa em Denver, capital do Colorado, e conta a história do empresário petroleiro Blake Carrington (John Forsythe), de sua problemática família e sua companhia, Denver Carrington de Petróleo. A trama começa com a retirada dos trabalhadores norte-americanos dos poços de petróleo após a revolução islâmica do Irã. O chefe dos homens que trabalham para Denver Carrington é Matthew Blaisdel (Bo Hopkins) que retorna a Denver, aonde vive sua filha Lindsay e sua esposa Claudia (Pamela Bellwood), uma bela mulher que acaba de sair de uma internação por causa de uma crise de depressão. Devido a ausência de sua mulher, Matthew teve uma relação com uma das secretárias da companhia, a encantadora Krystle (Linda Evans), e quando ele regressa descobre que ela irá se casar com o poderoso Blake Carrington.
Durante a primeira temporada, Matthew e Blake são rivais e disputam o amor de Krystle, que está determiada a amar e respeitar seu novo marido. Após ser demitido Matthew começa a trabalhar por conta própria ao lado de seu parceiro, Sr. Walter Lankershim, na exploração de campos de petróleo.
O filho mais velho de Blake, Steven Carrington (Al Corley),começa a trabalhar para Mattew para se vingar do pai. Steven, que é homossexual, não é aceito pelo pai, e se apoiará na amizade de seu rival. Apesar de sua orientação sexual Steven acaba conhecendo e tendo um caso com Claudia, cujo casamento vai de mal a pior. 
Enquanto isso, a mimada filha de Blake, Fallon (Pamela Sue Martin) é famosa por seus desvaneios com diversos personagens da série. Se encontra obrigada a se casar com o charmoso Jeff Colby (John James), sobrinho do amigo e rival de negócios, Cecil Colby, Ainda que Fallon seja promíscua e egoísta é uma moça que ama muito seu pai e seu irmão e sempre os os protege de quem quer que seja.
A partir da segunda temporada, há muitas mudanças. No último capítulo da primeira temporada, Matthew desaparece angustiado quando descobre que Claudia teve um caso com seu amigo Steven e foge com sua filha do país durante o julgamento de Blake. Posteriormente fica-se sabendo que Mattew e sua filha morrem em um acidente no Peru. Blake fora acusado de matar o ex-amante de seu filho, Ted Dinnard, pois durante um ataque de raiva Blake encontra Ted e seu filho se abraçando e de uma briga acontece um acidente vindo Ted Dinnard a morrer. Durante o julgamento, uma testemunha surpresa aparece para mudar a vida de todos. Trata-se da ex-esposa de Blake, Alexis Carrington (Joan Collins), que torna-se a protagonista e maior vilã da série. Ela irá arquitetar planos para que todos ajam de acordo com sua própria conveniência.
Entre a segunda e terceira temporadas, Alexis se casa com Cecil Colby um pouco antes que este morra, a tempo de Cecil inclui-la em seu testamento. Mais tarde aparece Adam (Gordon Thompsom), o filho mais velho predido de Blake e Alexis que fora sequestrado quando bebê. Steven casa-se com a sobrinha de Krystle, Sammy Jo e juntos têm um filho.
A partir da quarta temporada novos personagens invadem a série. Amanda (Catherine Oxenberg) uma filha bastarda de Alexis; o milionário Dex Dexter, que terá uma caso com Amanda e mais tarde casa-se com Alexis e Dominique Deveraux (Diahann Carroll) meia-irmã de Blake.
O ponto alto da história, no final da quinta temporada, Amanda casa-se com o prícipe da Moldávia, mas durante a cerimônia, o casamento é invadido por terroristas que realizam uma terrível chacina. 
Ao desenrolar da série vários acontecimentos surpreendetes acontecem como mortos que ressurgem. Fallon que havia falecido, retorna para o espanto de todos e casa-se de novo com Jeff, Assim acontece com Mattew Blesidel, que não tinha morrido, mas torna-se uma pessoa comletamente enlouqueciada a ponto de ameaçar a vida dos Carrington. A trama segue em altos e baixos durante nove temporadas tendo Blake e Krystle como foco de personagens principais que lutam para serem felizes apesar da intervenção de Alexis, sempre pronta para dar o bote.

## Personagens
Blake Carrington (John Forsythe)
Patriarca da família Carrington, tornou-se um dos mais bem sucedidos barões do petróleo de Colorado. Inicialmente Blake era uma homem implacável em seus negócios e assuntos de família. Aos poucos torna-se mais benevolente e uma figura paterna impecável na história. Já era mais maleável com Fallon,que para ela o pai era a figura mais importante do mundo. Casa-se com sua assistente Krystle Jennings e os dois começam uma nova vida na mansão. Foi acusado pelo assassinato do namorado de Steven (que morreu acidentalmente), e ainda que não tenha sido julgado culpado, o testemunho de sua ex-mulher Alexis o prejudicou. Alexis passa a intervir no casamento de Blake e Krystle e fazer de tudo para recuperar a posição de Sra. Carrington. Entre negócios bem e mal sucedidos Blake descobre que sua família está em primeiro lugar e a vê ainda maior com a chegada de seus filhos há muito tempo sumidos, Adam e Amanda, juntamente com sua meia-irmã Dominique, que nem sequer sabia de seu paradeiro e sua nov filha Cristina. No meio da série a saúde de Blake começa a se deteriorar ficando quase que completamente incapacitado. Graças ao retorno de Krystle que havia sido raptada para que Rita tomasse seu lugar, se recupera. Blake é surpreendido pelo retorno de seu maquiavélico irmão Ben ao Colorado e este aliado com Alexis, arruinam toda a fortuna de Blake, que perde tudo, incluindo sua casa. Tentando reconstituir sua fortuna, Blake descobre que uma propriedade deixada de herança por sua mãe é rica em gás natural e está presente no campo onde ocorre uma terrível explosão que o faz perder a memória.
Aproveitando-se da situação, Alexis insite que ela e Blake ainda são casados, mentira que é desfeita quando Blake recupera a memória graças a ajuda de Krystle.
Krystle Jennings Carrington (nascida Grant) (Linda Evans)
Mulher de bom caráter e doce, Krystle casou-se com Blake ainda pensando em seu antigo namorado, Mattew Bleisdel, mas seu amor por Blake torna-se mais forte a ponto de superar as dificuldades de ser a esposa de um milionário. Chega a causar muita raiva e Fallon, mas ao mesmo tempo conquista a amizade de Steven. Ela engravida de Blake mas perde o bebê devido uma maldade de Alexis. Krystle passa por um momento de depressão e é superada graças a ajuda do Dr. Nick Toscani, que se apaixona perdidamente por ela. Sempre confrontando-se com Alexis, Krystle tenta ao máximo manter a família unida. Com a chegada do filho desaparecido de Blake, Adam, ela o ajuda a se dar bem com Blake. 
Krystle e Blake chegam a se divorciar com o retorno do ex-marido de Krystle, mas casam-se novamente e volta a trabalhar na companhia do marido. Dá a luz a uma menina chamada Cristina. A chegada de uma sósia de Krystle, Rita, provoca conflitos na família, uma vez que Sammy Jo (sobrinha de Krystle)arma para que sua tia desapareça e Rita tome seu lugar. Tudo em vão vão, todos descobrem a verdade e Krysltle retorna aos braços de Blake. Entre muitos conflitos com Alexis, Fallon, a irmã de Alexis, Cassandra e o irmão de Blake, Ben, Krystle sempre buscou forças emm sua família e em sua filha que já chegou a até precisar de um transplante de coração. Quase no final da série Krystle descobre que tem um sério tumor no cérebro, que é a causa de algumas descompensações nervosas. Ela parte para a Suiça sozinha para realizar uma cirurgia, mas entra em coma.
Alexis Carrington Colby (nascida Morrell, posteriormente Dexter e Rowan) (Joan Collins)
Retorna triunfalmente para destruir se ex-marido Blake durante o julgamento. Começa a invadir a vida dos Carrington para recuperar o amor de seus filhos e enfraquecer o casamento de Blake com Krystle. Controlar a vida seus filhos a faz uma mulher perigosa, vingativa, cheia de veneno e ao mesmo tempo muito atraente. Ama seus filhos incondicionalmente a ponto de ignorar como eles mesmos gostariam de viver suas próprias vidas. Sempre aparece fumando e demonstrando muito domínio da situação, cai e se levanta dos golpes da vida com facilidade, sempre pronta para dar o bote, em quem quer que seja, em nome do dinheiro, do poder e de sua família, causando problemas a todos.
Durante a série Alexis casa-se três vezes, com Cecil Colby, Dex Dexter e Sean Rowan. Fica viúva de Cecil (que herda um grande império) e de Sean, lembrando sempre sua prima Sable que a morte sempre é uma melhor solução que o divórcio. Seu terceiro casamento com Dex termina depois de pega-lo na cama com sua filha Amanda. Ela sempre está ligada a algum tipo de caso extra-conjugal, incluindo o petroleiro Rashid Ahmed, o primeiro marido de Krystle, Mark Jennings, o Rei Gale da Moldávia e Ben Carrington.
Em 1984 uma jovem inglesa chamada Amanda Belford bate à porta de Alexis. Ela é sua filha perdida, notícia que corre por toda Denver, assim Blake entende que Alexis estava grávida quando se separaram anos antes. 
Em 1986 sua irmã mais nova Cassandra é libertada de uma prisão na Venezuela, depois de ter sido presa anos antes por um envolvimento com Zach Powers, amante de Alexis. Cassandra vai a Denver disposta a fazer fortuna escrevendo um livro sobre os segredos mais podres de sua irmã. Claro, Alexis descobre o plano e reage, para a obra nunca ser publicada.
Qunado Alexis se acidenta, afogando-se num rio, um charmoso estranho a salva, Sean, e logo se envolvem e se casam. Sean logo se intromete nos negócios alienando o filho de Alex, Adam. Sabe-se mais tarde que Sean na verdade era filho do mordomo de Blake, Joseph, que cometera suicídio.
Jeffrey "Jeff" Colby (John James) Sobrinho e protegido de Cecil Colby, o charmoso Jeff é órfão e foi criado por Cecil em Denver. Casous-e com Fallon e continuou casado com ela por seu filho, mesmo sabendo que sua mulher no começo não o amava. Casou-se novamente com Kirby Andrews e teve dois filhos com Fallon. Teve romances com Nicole Simpson e Lady Ashley. 
Fallon Carrington Colby (Pamela Sue Martin / Emma Samms) Filha mais velha de Blake e Alexis, casa-se com Jeff Colby a contragosto. Fallon sempre foi bastante indiscreta quanto seus muitos casos amorosos e aproveitou-se bastante de seu motorista Michael Culhane, mais tarde o psiquiatra Nick Toscani e Miles Colby,com quer iria se apaixonar perdidamente no futuro.
No começo Fallon era inimiga de Kryslte por ciúmes de seu pai. Depois entra num conflito de existência ao mesmo tempo que descobre que está grávida, que não ama seu marido Jeff e que supostamente Blake não era seu pai (mais uma mentira de sua mãe). Com quem Fallon sempre teve ótimo relacionamento foi com seu irmão Steven que sempre o compreendeu. Quando dá a luaz ao seu filho, torna-se diferente, mais madura e menos arredia. Passa a ser dona de um resort chamado La Mirage onde lá conhece Adam e se envolve com ele sem saber que é seu próprio irmão. Divorcia-se de Jeff quando este se casa com a sobrinha do mordomo, Kirby.
No seu segundo casamento com Jeff, Fallon sofre um acidente de carro e desaparece por muito tempo. Fallon retorna completamente sem memória a Denver que aos poucos vai se relembrando de seu passado, seu marido e seu filho, que saem do Colorado para uma nova vida longe dos Carrington. Após alguns anos, Fallon é encontrada misteriosamente inconsciente no deserto ( a explicação é que fora raptada por um OVNI) e retornam à mansão Carrington. Lá logo descobre que Sammy Jo e Jeff tem um caso, e o larga para ficar junto de um policial chamado John Zorelli, que a ajuda a desenterra sua memória. Logo o relacionamento dos dois também não é duradouro. Fallon cai nos braços do de Miles Colby. Porém este compreende que o único homem que Fallon amou em sua vida foi realmente seu primo Jeff, e sacrifica seu amor por Fallon para deixa-la livre para voltar aos braços de seu primeiro marido.
Steven Carrington (Al Corley / Jack Coleman) é um rapaz de uma grande dignidade, valoriza muito o sentimento humano e quer ser aceito pelo que é.
Filho mais novo de Blake e Alexis, nunca se deu bem com o pai que nunca aceitou que seu filho fosse gay. Na realidade, por muitos anos os dois se odiaram mas no fundo se amam muito. Steven sempre foi muito próximo com sua irmã Fallon e afastado com seu outro irmão Adam. Ao contrário de Fallon, Steven e Krystle sempre se deram bem. Para irritar seu pai, Steven arruma trabalho na companhia de seu amigo Mattew, rival de Blake. Não obtendo muito sucesso como operário no campo de petróleo, se vê por um momento negando sua sexualidade e envolve-se com a mulher de Mattew, Claudia. Quando seu antigo namorado, Ted, retorna em sua vida, está disposto a mostrar seus verdadeiros sentimentos. O primeiro grande amor de Steven foi Ted, com quem viveu muito tempo em Nova York, longe das rédeas controladoras do pai. Quando Blake os flagra dando um abraço de despedida, num ataque de raiva Blake e Ted brigam e acidentalmente Ted se acidenta e morre nos braços de Steven. Passou-se muito tempo para que Steven se apaixonasse de novo. Tentou firmar um compromisso com a jovem Sammy Jo, mas percebeu que nao seria ele mesmo, Eele deixa sua casa em busca de uma razão para viver.
Foi presumido morto durante uma explosão num campo de petróleo e Blake recusa-se a aceitar a morte de seu filho. Blake acaba reencontrando-o vivo, que fez uma cirurgia plástica que o reconstituiu por inteiro, e Steven retorna a Denver pois descobre que tem um filho com Sammy Jo, o pequeno Daniel. Mais uma vez Steven e Cláudia se unem, porém brevemente, já que Cláudia opta pelo seu cunhado Adam. 
Steven é o filho predileto de Alexis, assim como Fallon é a predileta de Blake. Trabalhando na companhia de sua mãe, que herdou após a morte de Cecil Colby, conhece Luke Fuller e os dois se apaixonam. Luke torna-se o homem de sua vida e os dois tem um lindo caso amoroso a ponto de Steven, seu filho Daniel e Luke formarem uma família se não fosse pela chacina que aconteceu durante a cerimônia de casamento de Amanda com o Príncipe Michael da Moldávia, onde Luke veio a falecer. Blake finalmente aceita a condição de seu filho e o conforta da perda de seu amado.
Quando Matthew retorna a Denver, anos depois de desaparecido, disposto a assassinar seu pai, Steve mata Matthew a facadas, e o deixa com remorso por matar seu antigo amigo. Steven resove deixar Denver e parte para Washington onde lá encontra um antigo amigo, Bart, e se apaixonam.
Claudia Blaisdel Carrington  (Pamela Bellwood) tem um temperamento sensível e foi internada após um grande colapso nervoso. Mulher de Matthew Blaisdel, com quem tem uma filha rebelde, Lindsay, Claudia tenta reconstituir sua vida ao lado da família depois de retornar da clínica. Se envolve com Steven Carrignton, e quando seu marido Matthew descobre sobre sua traição, ele foge com sua filha para o Peru deixando Claudia desamparada. Esta logo veio a descobrir que amos, seu marido e sua filha sofrem um acidente fata, e perde completamente a razão vindo a pensar que o bebê de Jeff e Fallon era sua filha. É internada novamente, e quando sai curada é aparada pelos Carrington. Consegue emprego no hotel La Mirage onde vem novamente a se envolver com Steven, mas desiste de seu casamento fracassado por saber realmente a orientação sexual de Steven. Acaba ficando junto com Adam, irmão de Steven, que não a ama de verdade. Ela herda um grande capital dos poços de petróleo de Walter Lankershim, mas quando descobre que eles estão secos, novamente perde a razão.
Durante um momento de insanidade, incendeia um apartamento no hotel causando um incêndio devastador e morre.
Sammy Jo Carrington (nascida Dean) (Heather Locklear) é sobrinha de Krystle, quando fica órfã é convidada a passara uma temporada na casa dos Carrington, onde logo entra em conflito com Alexis, e Fallon.Em grande choque cultural, Sammy Jo se ve vislumbrada pelo luxo e dinheiro dos Carrington e decide subir na vida,  usando Steven. Não durou muito até que Alexis a coloca para fora. Sammy Jo tem um filho com Steven. Nos próximos anos, trabalha como modelo em Nova York e é mantida por um ricaço. Decide voltar a Denver, disposta a recuperar o filho e conquistar Adam. Logo descobre sua verdadeira identidade, que é filha de um milionário que vem a morrer e a deixa sua fortuna como herança. Em Nova York conhece Rita, sócia de Krystle e  descobre que armaram um plano maquiavélico de raptar Krystle enquanto Rita se passa por ela na casa. Ela liberta Krystle e revela a identidade real de Rita. Blake e Krystal perdoam Sammy Jo pelo mal que ela já os fez e a aceitam de volta na família. Após muitos romances Sammy Jo se envolve com Jeff causando ira em Fallon. Posteriormente Jeff retorna para Fallon e Sammy Jo se vê na falência. Volta a Nova York e começa a trabalhar como modelo novamente e reconhece seus erros e aprende com eles, sempre tendo o amor de sua família e deu filho Daniel.
Adam Carrington (Gordon Thomson) é o filho mais velho de Blake e Alexis. Foi raptado quando recém-nascido e criado com o nome de Michael Torrence, Adam só vem a saber de sua verdadeira origem já adulto. Ele retorna e enfrenta a casa da família Carrington. Apaixona-se por Cláudia Blaisdel e posteriormente por Dana. Inescrupuloso e até maquiavélico, está constantemente tramando para ganhar a posição na dinastia da família. Seu único envolvimento verdadeiro foi com Kirby Andrews.Adam praticamente ocupou o lugar de seu irmão Steven na família. Passa a trabalhar na empresa CobyCo. Oil de sua mãe e torna um espião na Denver-Carrington de petróleo.
Dominique Deveraux (Diahann Carroll) Esbelta, fina e elegante afro-descendente, famosa cantora e dona da gravadora Titania Records,Dominique é meia-irmã de Blake, cujo pai teve relacionamento extra-conjugal. Retorna ao Colorado, após terminar seu casamento para ajudar seu irmão da ruína causada por Alexis. Hospedada no La Mirage, Dominique trabalha como cantora no luxuoso clube do resort. Na realidade sua intenção e de se aproximar de seu irmão e sua família e integrar sua filha Jackie como uma Carrington.
Farnsworth "Dex" Dexter (Michael Nader)
Terceiro marido de Alexis e  grande amor de sua vida depois de Blake. Se envolve sexualmente com Amanda provocando discórdia entre mãe e filha. Mais tarde, se envolve com Sable e acaba a engravidando. No final da trama, cai juntamente a Alexis de um parapeito no hotel The Carlton.
Amanda Bedford Carrington (Catherine Oxenburg / Karen Cellini) Aparece na quinta temporada após o sumiço de Fallon. é a segunda dilha de Blake e Alexis, criada em Londres pela prima de Alexis, Rosalind Bedford. Blake não sabia de sua existência até que Alexis revelasse. Ele descobre que Alexis estava grávida quando deixou os Estados Unidos. Teve um sério envolvimento com Dex Dexter, marido de sua mãe, e com ele perdeu sua virgindade. Tentando esquecer Dex, Amanda se envolve com o Príncipe da Moldávia, que a aceita para ser sua princesa. No dia do casamento real, a cerimônia é invadida por revolucionários e cometem um terrível massacre onde muitos foram mortos. Apesar de mesmo casada com Príncipe Michael, Amanda teve vários amantes como Dex e Clay. Durante o grande incêndio no hotel, ela é salva pelo antigo motorista de Blake, Michael, por quem se apaixona. Blake interfere assim como fez com Fallon anos antes. Sob pressão Amanda faz as malas e abandona a família.
 Matthew Blaisdel (Bo Hopkins) Geologista da Denver-Carrington e amante de Krystle antes de ela se casar.Casado com a frágil Cláudia, tenta se superar no ramo de petróleo mas joga tudo para o alto quando descobre a infidelidade se sua mulher com seu amigo. é presumido morto na América do Sul. Anos mais tarde retorna, completamente insano, quando todos achavam que estava morto, para tentar recuperar o amor de Krystle. É morto por Steven quando tenta matar Blake Carrington.
Kirby Anders (Kathleen Beller) Filha do mordomo Joseph, é uma escaladora social, casa-se com Jeff, mas grávida de Adam.
Cassandra Morrell (Kate O'Mara) Manipuladora e chantagista irmã de Alexis. Retorna aos Estados Unidos depois de ter sido presa na Venezuela por culpa de Dex Dexter.
Príncipe Michael da Moldávia (Michael Praed) Filho do Rei Gale da Moldávia, casa-se com Amanda.
Sabella "Sable" Scott Colby (Stephanie Beacham) Prima de Alexis, dona de uma galeria de arte em Los Angeles e ex-esposa de Jason Colby (Charlton Heston), pai biológico de Jeff. Sable é introduzida na 6ª temporada (a qual os primeiros 7 episódios foram considerados pilotos para o spin-off em que protagonizava, The Colbys) mas se muda para Denver na 9ª temporada após ter superado o término de seu casamento com o patriarca da família Colby da Califórnia, o qual agora está casado com sua irmã, Francesca (Katharine Ross). Sable é calculista e vingativa, mas protege àqueles que se importa. Rivaliza com Jeff desde que o mesmo se mudou para Los Angeles. Após se mudar para Denver, ela inicia uma vingança contra Alexis, já que a esta estava em constante luta contra Blake, e ainda teria mantido um caso com o seu ex-marido uma década antes. Sable acaba por comprar o hotel de Alexis e seus tanques de petróleo, os quais serão posteriormente bombardeados por Alexis. É acusada por querer roubar o lugar de Krystle na família Carrington após tornar-se próxima a mesma quando estava prestes a ir para a Suíça fazer uma cirurgia. Sable manteve uma breve relação com Dex, ex-marido de Alexis, o que resultou em uma gravidez.
Benjamin "Ben" Carrington (Christopher Cazenove) Irmão vingativo de Blake. Morava na Austrália. Blake o culpa pela morte de sua mãe, quando era para cuidar de sua saúde a deixava sozinha.

## Impacto e recepção

### Audiência
Dynasty foi um dos 30 melhores shows desde a primeira até à sétima temporada, alcançando o primeiro lugar na temporada 1984-85 com uma classificação de 25,0 ou uma audiência média de 21,2 milhões de lares por episódio.

### Prêmios e indicações
Dynasty foi indicada ao Globo de Ouro de Melhor Série de TV de 1981 a 1986, vencendo em 1984. Forsythe e Collins também foram indicados para Melhor Ator e Melhor Atriz entre os anos de 1981 a 1986, e Evans foi indicado para Melhor Atriz mos anos de 1981 a 1985. Evans ganhou em 1982 (empatando com Barbara Bel Geddes da série rival Dallas), Forsythe ganhou em 1983 e 1984, e Collins ganhou em 1983. John James e Gordon Thomson também foram indicados ao Globo de Ouro de melhor ator coadjuvante em televisão (James em 1985 e Thomson em 1987).
A série foi nomeada para 24 prêmios Emmy Awards durante o curso de sua exibição, mas só ganhou uma vez, por Melhor Figurino em Série em 1984. O show foi nomeado para um Emmy do Primetime de melhor série de drama em 1982. De 1982 a 1984, Forsythe recebeu três indicações consecutivas para o Emmy do Primetime de melhor ator em série dramática. Evans e Collins foram nomeados para o prêmio Emmy do Primetime de melhor atriz em série dramática (Evans em 1983 e Collins em 1984); ambas as atrizes perderam para Tyne Daly por seu trabalho no seriado policial da CBS, Cagney and Lacey.
Dynasty também foi premiada no People's Choice Awards. Evans venceu a Performance Feminina Favorita na TV em um Novo Programa de TV em 1982 e a Favoritadora de TV Feminina em 1983. Em 1984, ela ganhou Performance Feminina Favorita na TV, e a série foi chamada Drama de TV Favorito em um empate com o drama da NBC Hill Street Blues. Evans e a série novamente ganharam as mesmas honras em 1985, com Evans compartilhando o prêmio de Mulher Perfeita da TV Feminina com sua co-estrela, Collins. Evans ganhou o prêmio novamente em 1986, e a série empatou com Miami Vice para o Programa Dramático de TV Favorito. Em 1987, Dynasty empatou com a série da CBS Dallas para o prêmio Série Dramática da Noite Favorito.
Dynasty ganhou o Soap Opera Digest Awards em 1984 e 1985 pelo Outstanding Primetime Soap. Em 1984, Forsythe, Evans e Collins ganharam os prêmios de Melhor Ator, Atriz e Vilaina. John Forsythe ganhou outro prêmio de Melhor Ator em um Papel Maduro. Evans e Collins ganharam os prêmios nas mesmas categorias em 1985, enquanto Catherine Oxenberg ganhou dois prêmios, como Melhor Atriz Coadjuvante e Outstanding Female Newcomer.

### Spin-offs e eventos televisivos
Um spin-off, The Colbys, estreou em 1985, quando Fallon "voltou dos mortos" e o ex-marido Jeff a seguiu para Los Angeles, onde eles se envolveram nas intrigas familiares dos ricos parentes de Jeff na Califórnia. Pamela Sue Martin foi convidada para reprisar o papel de Fallon, mas recusou o que levou Emma Samms no papel. As audiências de The Colbys eram ruins e o show durou apenas duas temporadas, terminando em 1987. Fallon e Jeff voltaram para Dynasty depois que a série terminou.
O canal a cabo SOAPnet transmitiu repetições de todas as nove temporadas. Em janeiro de 2004, o criador Esther Shapiro participou de uma maratona de episódios da série, chamada "Serial Bowl: Alexis vs. Krystle", dando informações e fatos sobre os bastidores.
Em 2 de janeiro de 2005, a ABC transmitiu um filme de televisão de ficção intitulado Dynasty: The Making of a Guilty Pleasure, narrando a criação e os detalhes do backstage de Dynasty. Ele recebeu críticas ruins tanto por conteúdo quanto por precisão histórica, e foi criticado por Forsythe, Evans e Collins em comunicados de imprensa separados. Filmado na Austrália, o filme estrelou Bartholomew John como Forsythe, Melora Hardin como Evans e Alice Krige como Collins. O filme começa com um aviso observando a inclusão de "compressão de tempo e personagens e incidentes compostos e ficcionalizados", e leva uma licença dramática tanto com a linha do tempo quanto com os eventos históricos, bem como com os enredos fictícios originalmente apresentados em Dynasty.
Em 2 de maio de 2006, um especial de televisão de não-ficção chamado Dynasty Reunion: Catfights & Caviar foi ao ar na CBS. Reuniu ex-membros do elenco da série, incluindo John Forsythe, Joan Collins e Linda Evans, bem como os quatro atores originais que interpretaram as crianças Carrington (Pamela Sue Martin, Al Corley, Gordon Thomson e Catherine Oxenberg). Heather Locklear, John James e Diahann Carroll se recusaram a participar, mas os membros do elenco Pamela Bellwood e Emma Samms foram incluídos em entrevistas pré-gravadas. O especial mostrou vários clipes da série, como o elenco relembrou seu tempo no show. O especial foi filmado na propriedade Filoli, o local originalmente usado para filmagens externas da mansão dos Carringtons na série.
Em 26 de janeiro de 2015, o Home and Family organizou uma reunião de Dynasty para um episódio no Hallmark Channel. Reuniu ex-membros do elenco da série, incluindo Pamela Sue Martin, Al Corley, Gordon Thomson, John James e Pamela Bellwood. O episódio da reunião centrou-se nas memórias do elenco do show, tanto dentro quanto fora da tela; uma coleção de vestidos usados pelas personagens femininas; além de integrantes do elenco que participam de diversos segmentos de culinária, artesanato e moda. O episódio da reunião também contou com uma nova abertura da icônica música-tema do programa, que incluiu os apresentadores de Home and Family, Mark Steines e Christina Ferrare. Linda Evans não participou no ar no episódio da reunião, mas enviou uma mensagem ao elenco, que foi lida no ar.

### Ligações comerciais
As criações da figurinista Nolan Miller se tornaram tão populares que Dynasty gerou sua própria linha de roupas femininas chamada "The Dynasty Collection" - uma série de desenhos de haute couture baseados em trajes usados por Joan Collins, Linda Evans e Diahann Carroll. Seguiu-se uma linha de moda masculina. A própria Esther Shapiro teve a ideia de produzir produtos licenciados que incluíam lençóis e toalhas, jóias, o perfume 'Forever Krystle' e a colônia masculina 'Carrington'. Linda Evans foi contratada como porta-voz da bebida Crystal Light devido ao nome de sua personagem.
Foram publicados dois livros baseados em roteiros dos primeiros episódios - Dynasty (1983) e Alexis Returns (1984) - escritos por Eileen Lottman. Em 1984, a Doubleday/Dolphin publicou o livro Dynasty: The Authorized Biography of the Carringtons, que incluía uma introdução de Esther Shapiro. The Authorized Biography incluiu sinopses de histórias na forma de biografias extensas dos personagens principais, descrições de locais primários (como o Carrington Estate e o La Mirage) e dezenas de fotos da série.

### Lançamento em DVD
A primeira temporada de Dynasty foi lançada no DVD da Região 1 em 19 de abril de 2005 pela 20th Century Fox Home Entertainment. Os direitos das temporadas subsequentes (e os direitos da primeira temporada para outras regiões) foram revertidos para o da CBS DVD (distribuído pela Paramount) em novembro de 2006. As temporadas 1 a 4 foram disponibilizadas no iTunes em maio de 2012.
O programa é classificado como PG pela Parental Guidance na Austrália e PG na Nova Zelândia para temas adultos.
|  | Temporada                      | Número de episódios | Região 1               | Região 2 (Reino Unido) | Região 2 (Alemanha)   | Região 2 (Suécia)      | Região 4 (Austrália)   |
|  | ------------------------------ | ------------------- | ---------------------- | ---------------------- | --------------------- | ---------------------- | ---------------------- |
|  | 1ª temporada                   | 15                  | 19 de abril de 2005    | 9 de março de 2009     | 3 de julho de 2008    | 9 de abril de 2008     | 9 de abril de 2008     |
|  | 2ª temporada                   | 22                  | 14 de agosto de 2007   | 9 de março de 2009     | 5 de março de 2009    | 22 de outubro de 2008  | 1 de outubro de 2008   |
|  | 3ª temporada, volume 1         | 12                  | 17 de junho de 2008    | —                      | —                     | —                      | —                      |
|  | 3ª temporada, volume 2         | 12                  | 21 de outubro de 2008  | —                      | —                     | —                      | —                      |
|  | 3ª temporada completa          | 24                  | —                      | 18 de maio de 2009     | 3 de setembro de 2009 | 29 de abril de 2009    | 2 de abril de 2009     |
|  | 4ª temporada, volume 1         | 14                  | 7 de abril de 2009     | —                      | —                     | —                      | —                      |
|  | 4ª temporada, volume 2         | 13                  | 2 de fevereiro de 2010 | —                      | —                     | —                      | —                      |
|  | 4ª temporada completa          | 27                  | —                      | 8 de março de 2010     | 3 de dezembro de 2009 | 25 de novembro de 2009 | 24 de dezembro de 2009 |
|  | 5ª temporada, volume 1         | 15                  | 5 de julho de 2011     | —                      | —                     | —                      | —                      |
|  | 5ª temporada, volume 2         | 14                  | 5 de julho de 2011     | —                      | —                     | —                      | —                      |
|  | 5ª temporada completa          | 29                  | —                      | 21 de junho de 2010    | 8 de julho de 2010    | 28 de julho de 2010    | 5 de agosto de 2010    |
|  | 6ª temporada, volume 1         | 16                  | 3 de julho de 2012     | —                      | —                     | —                      | —                      |
|  | 6ª temporada, volume 2         | 15                  | 3 de julho de 2012     | —                      | —                     | —                      | —                      |
|  | 6ª temporada completa          | 31                  | —                      | 24 de janeiro de 2011  | 9 de dezembro de 2010 | 24 de novembro de 2010 | 26 de junho de 2013    |
|  | 7ª temporada, volume 1         | 16                  | 9 de julho de 2013     | —                      | —                     | —                      | —                      |
|  | 7ª temporada, volume 2         | 12                  | 9 de julho de 2013     | —                      | —                     | —                      | —                      |
|  | 7ª temporada completa          | 28                  | —                      | 30 de janeiro de 2012  | 8 de dezembro de 2011 | 16 de novembro de 2011 | 26 de junho de 2013    |
|  | 8ª temporada, volume 1         | 12                  | 29 de julho de 2014    | —                      | —                     | —                      | —                      |
|  | 8ª temporada, volume 2         | 10                  | 29 de abril de 2014    | —                      | —                     | —                      | —                      |
|  | 8ª temporada completa          | 22                  | —                      | 30 de julho de 2012    | 6 de setembro de 2012 | 1 de agosto de 2012    | 26 de junho de 2013    |
|  | 9ª temporada, volume 1         | 12                  | 9 de setembro de 2014  | —                      | —                     | —                      | —                      |
|  | 9ª temporada, volume 2         | 10                  | 9 de setembro de 2014  | —                      | —                     | —                      | —                      |
|  | 9ª temporada completa          | 22                  | —                      | 28 de janeiro de 2013  | 6 de dezembro de 2012 | 12 de dezembro de 2012 | 26 de junho de 2013    |
|  | Boxset Completo das Temporadas | 220                 | 10 de outubro de 2017  | 28 de janeiro de 2013  | —                     | 12 de dezembro de 2012 | 5 de novembro de 2014  |

### Transmissão lusófona

#### Brasil
A série foi exibida primeiramente na Rede Bandeirantes em 1983 para concorrer com Dallas da Globo, saindo do ar anos depois. No começo dos anos 1990, foi exibida novamente pela mesma emissora, no entanto apenas as duas primeiras temporadas foram mostradas ao público, devido a baixa audiência e nunca mais voltando ao ar. Está sendo exibida desde 28 de agosto de 2023 na Rede Brasil em alta definição e com dublagem em português.

#### Portugal
Estreou em março de 1986 pela RTP1 e foram exibidas as duas primeiras temporadas, até novembro de 1986. A série regressou em 1990.
- 8 de março de 1986 a 15 de novembro de 1986: sábado, 22h[2][3]